# Togo op de Olympische Zomerspelen 2012
Togo nam deel aan de Olympische Zomerspelen 2012 in Londen, Verenigd Koninkrijk.

## Deelnemers en resultaten
(m) = mannen, (v) = vrouwen 

### Atletiek
| Olympiër           | Onderdeel        | Resultaat | Prestatie                                                     |
| ------------------ | ---------------- | --------- | ------------------------------------------------------------- |
| Lamboni Lankantien | 400 m horden (m) | dsq       | serie 3: gediskwalificeerd                                    |
|                    |                  |           |                                                               |
| Bamab Napo         | 100 m (v)        | 1e ronde  | voorronde serie 1: 12,24 pr (3e) 1e ronde serie 6: 12,35 (8e) |

### Judo
| Olympiër       | Onderdeel                      | Resultaat | Prestatie                                |
| -------------- | ------------------------------ | --------- | ---------------------------------------- |
| Sacha Denanyoh | halfmiddengewicht (-81 kg) (m) | 1e ronde  | 1e ronde: verloor van KAZ Islam Bozbayev |

### Kanovaren
| Olympiër          | Onderdeel     | Resultaat | Prestatie |
| ----------------- | ------------- | --------- | --- |
| Benjamin Boukpeti | K1 slalom (m) | 10e       | voorronde: 14e; run 1: 95,28 (pen. 4); run 2: 90,52 (pen. 0) halve finale: 98,13 (pen. 0) = 6e finale: 154,23 (pen. 54) |

pen. = penalty (strafseconden)

### Tafeltennis
| Olympiër       | Onderdeel     | Resultaat | Prestatie                      |
| -------------- | ------------- | --------- | ------------------------------ |
| Komi Agbetoglo | enkelspel (m) | 1e ronde  | verloor van AUS Justin Han 2-4 |

### Zwemmen
| Olympiër    | Onderdeel           | Resultaat | Prestatie                     |
| ----------- | ------------------- | --------- | ----------------------------- |
| Adzo Kpossi | 50 m vrije slag (v) | series    | serie 1: 37,55 (2e; 71e tijd) |

Afghanistan · Albanië · Algerije · Amerikaanse Maagdeneilanden · Amerikaans-Samoa · Andorra · Angola · Antigua en Barbuda · Argentinië · Armenië · Aruba · Australië · Azerbeidzjan · Bahama's · Bahrein · Bangladesh · Barbados · België · Belize · Benin · Bermuda · Bhutan · Bolivia · Bosnië en Herzegovina · Botswana · Brazilië · Britse Maagdeneilanden · Brunei · Bulgarije · Burkina Faso · Burundi · Cambodja · Canada · Centraal-Afrikaanse Republiek · Chili · China · Chinees Taipei · Colombia · Comoren · Congo-Brazzaville · Congo-Kinshasa · Cookeilanden · Costa Rica · Cuba · Cyprus · Denemarken · Djibouti · Dominica · Dominicaanse Republiek · Duitsland · Ecuador · Egypte · El Salvador · Equatoriaal-Guinea · Eritrea · Estland · Ethiopië · Fiji · Filipijnen · Finland · Frankrijk · Gabon · Gambia · Georgië · Ghana · Grenada · Griekenland · Groot-Brittannië · Guam · Guatemala · Guinee · Guinee‑Bissau · Guyana · Haïti · Honduras · Hongarije · Hongkong · Ierland · IJsland · India · Indonesië · Irak · Iran · Israël · Italië · Ivoorkust · Jamaica · Japan · Jemen · Jordanië · Kaaimaneilanden · Kaapverdië · Kameroen · Kazachstan · Kenia · Kirgizië · Kiribati · Koeweit · Kroatië · Laos · Lesotho · Letland · Libanon · Liberia · Libië · Liechtenstein · Litouwen · Luxemburg · Macedonië · Madagaskar · Malawi · Maldiven · Maleisië · Mali · Malta · Marshalleilanden · Marokko · Mauritanië · Mauritius · Mexico · Micronesië · Moldavië · Monaco · Mongolië · Montenegro · Mozambique · Myanmar · Namibië · Nauru · Nederland · Nepal · Nicaragua · Nieuw-Zeeland · Niger · Nigeria · Noord-Korea · Noorwegen · Oeganda · Oekraïne · Oezbekistan · Oman · Oostenrijk · Oost-Timor · Pakistan · Palau · Palestina · Panama · Papoea-Nieuw-Guinea · Paraguay · Peru · Polen · Portugal · Puerto Rico · Qatar · Roemenië · Rusland · Rwanda · Saint Kitts en Nevis · Saint Lucia · Saint Vincent en Grenadines · Salomonseilanden · Samoa · San Marino · Sao Tomé en Principe · Saoedi-Arabië · Senegal · Servië · Seychellen · Sierra Leone · Singapore · Slovenië · Slowakije · Soedan · Somalië · Spanje · Sri Lanka · Suriname · Swaziland · Syrië · Tadzjikistan · Tanzania · Thailand · Togo · Tonga · Trinidad en Tobago · Tsjaad · Tsjechië · Tunesië · Turkije · Turkmenistan · Tuvalu · Uruguay · Vanuatu · Venezuela · Verenigde Arabische Emiraten · Verenigde Staten · Vietnam · Wit-Rusland · Zambia · Zimbabwe · Zuid-Afrika · Zuid-Korea · Zweden · Zwitserland · Onafhankelijke atleten